# Amerikansk hårløs terrier
Amerikansk hårløs terrier eller Hårløse rotte terrier, er en lille mellemstor moderne hårløse terrier, skabt i USA i slutningen af 1900. Det er også en af kun et par hårløse hunderacer i verden.
| Hund | Spire Denne hunderelaterede artikel er en spire som bør udbygges. Du er velkommen til at hjælpe Wikipedia ved at udvide den. |